# Miacatlán
Miacatlán är en kommunhuvudort i Mexiko.   Den ligger i kommunen Miacatlán och delstaten Morelos, i den sydöstra delen av landet, 80 km söder om huvudstaden Mexico City. Miacatlán ligger 1 005 meter över havet och antalet invånare är 8 253.
Terrängen runt Miacatlán är kuperad åt nordväst, men åt sydost är den platt. Runt Miacatlán är det ganska tätbefolkat, med 116 invånare per kvadratkilometer. Närmaste större samhälle är Temixco, 17,3 km nordost om Miacatlán. I omgivningarna runt Miacatlán växer huvudsakligen savannskog.